# Banščica
Banščica är en ort i Kroatien.   Den ligger i länet Krapina-Zagorjes län, i den norra delen av landet, 21 km norr om huvudstaden Zagreb. Banščica ligger 192 meter över havet och antalet invånare är 199.
Terrängen runt Banščica är platt åt nordväst, men åt sydost är den kuperad. Runt Banščica är det ganska glesbefolkat, med 42 invånare per kvadratkilometer. Närmaste större samhälle är Sveti Ivan Zelina, 17,7 km öster om Banščica. Omgivningarna runt Banščica är en mosaik av jordbruksmark och naturlig växtlighet.